# Antigone rubicunda
La grulla brolga o grulla australiana (Antigone rubicunda) es una especie de ave gruiforme de la familia Gruidae. Es una especie común en Australia y el sur de Nueva Guinea.
Aunque el ave no se considera en peligro de extinción, en la mayor parte de su área de distribución las poblaciones están mostrando cierta disminución, especialmente en el sur de Australia, y se están llevando a cabo planes de acción local en algunas zonas. Es el ave oficial del estado de Queensland y aparece en su escudo de armas.

## Descripción
Es un ave de gran tamaño, una grulla brolga completamente crecida puede alcanzar una altura de 0,7 a 1,3 metros y una envergadura de 1,7 a 2,4 metros. Los machos adultos promedian poco menos de 7 kilogramos de peso y las hembras un poco menos de 6 kilogramos. El peso puede variar desde 3,7 hasta 8,7 kilogramos. Ambos sexos son indistinguibles en apariencia, aunque las hembras son generalmente un poco más pequeñas. Las aves adultas tienen una corona cubierta de piel de color gris verdoso, la cara, las mejillas y la bolsa de la garganta son de color rojo coral y también carecen de plumas. Algunas partes de la cabeza las tiene de color verde oliva revestidas con cerdas oscuras. La bolsa gular, que es particularmente pendular en los machos adultos, está cubierta con dichas cerdas que le dan una apariencia negra. Tiene el pico largo y delgado y de color verde grisáceo, los iris son de color amarillo anaranjado. El oído está cubierto de pequeñas plumas rodeadas de piel desnuda de color rojo, que le dan la apariencia de una mancha gris, el plumaje del cuerpo es de color gris plateado. Las plumas en la parte posterior y las coberteras alares tienen márgenes pálidos. Las plumas primarias de las alas son de color negro y las secundarias de color gris. Las piernas y las patas son de color negro grisáceo. Las aves jóvenes carecen de la banda roja, tienen la cabeza totalmente emplumada y los iris son oscuros. 
La grulla brolga se puede confundir fácilmente con la grulla sarus (Antigone antigone), sin embargo la coloración roja en la cabeza de esta se extiende parcialmente por el cuello mientras que en la grulla brolga se limita a la cabeza. El plumaje del brolga es de color gris más plateado que en la sarus, las patas son negruzcas en vez de color rosa y el trompeteo y las llamadas que tiene son de un tono más bajo. Además, en Australia la gama de la sarus se limita a unas pocas localidades dispersas en el norte de Australia, en comparación con la distribución más amplia de la grulla brolga.